# 타키모토 후지코
타키모토 후지코(瀧本 富士子 1967년 11월 6일 ~ )는 일본의 오사카부 출신 성우이다.

## 출연작

### TV 애니메이션
1994년
- 마법진 구루구루(니케)
- 캡틴 츠바사J(나카자와 사나에)

1995년
- 아따아따(유유)

2000년
- Go! Go! 다섯 쌍둥이(모리노 카부토)

2001년
- 마호로매틱(미사토 스구루)
- 별의 커비(도코리)

2002년
- 마호로매틱 ~더 아름다운 것~(미사토 스구루)
- 폭투선언 다이간다(아케보노 아키라)
- 노에인~또 하나의 너에게~(고토 유우)

2004년
- 이 추하고도 아름다운 세계(니노미야 료)
- RAGNAROK THE ANIMATION(포이포이)

2005년
- 버저 비터(히데요시)
- 츠바사 크로니클 1기 시리즈(사이토 마사요시)

2007년
- 러브 콤플렉스(코토부키 세이시로)

2009년
- 이나즈마 일레븐 (스즈노 후스케, 가젤, 우라베 리카)

### 극장판 애니메이션
1996년
- 마법진 구루구루 극장판(니케)

2022년
- 짱구는 못말려 극장판: 동물소환 닌자 배꼽수비대(테루노부)

### OVA
2000년
- 그라비테이션(후지사키 스구루)

2006년
- 제비뽑기 언밸런스(에노모토 치히로)

### 게임
1996년
- 소울 엣지 (타키)

1997년
- 그란디아1 (저스틴)

1998년
- 소울칼리버 (타키)
- 젤다의 전설 시간의 오카리나(링크(아이시대))

2000년
- 젤다의 전설 무쥬라의 가면(링크)

2001년
- 대난투 스매시브라더스DX(아이 링크)

2002년
- 소울칼리버 2 (타키)

2005년
- NAMCO x CAPCOM(타키, 타로스케)
- 소울칼리버 3 (타키)